# Zanclopteryx venata
Zanclopteryx venata är en fjärilsart som beskrevs av W. Warren 1897. Zanclopteryx venata ingår i släktet Zanclopteryx och familjen mätare. Inga underarter finns listade i Catalogue of Life.